# Seth (auteur)
Pour les articles homonymes, voir Seth (homonymie).
Seth, de son vrai nom Gregory Gallant, est un auteur de bandes dessinées né le 16 septembre 1962 à Clinton (Ontario) au Canada, d'expression anglaise.

## Biographie
Seth étudie au Ontario College of Art & Design et travaille pour Vortex Comics sur la série Mister X. Ensuite il emménage à Guelph.
Il est très représentatif de la bande dessinée indépendante nord-américaine, en particulier dans le domaine du récit autobiographique. Il travaille principalement pour l'éditeur canadien Drawn and Quarterly et réalise des illustrations pour d'autres magazines.
Il entretient des liens d'amitié avec les auteurs de bandes dessinées Chester Brown et Joe Matt, de l'écurie Drawn & Quarterly également. Par ailleurs, il dédicace son album Wimbledon Green ainsi : « À mon grand ami Chris Ware, qui continue de me montrer le chemin ».

## Œuvres

### Publications originales

#### Publications périodiques
- Mr X no 6 à 13, Vortex Comics, 1985-1988.
- Palooka Ville no 1-23, Drawn & Quarterly, 1991-2017.
- Georges Sprott, dans The New York Times Magazine, 2006.

#### Albums de bande dessinée
- It's A Good Life If You Don't Weaken, Drawn & Quarterly, 1996  (ISBN 1-896597-70-X).
- Clyde Fans, Drawn & Quarterly :

1. Clyde Fans, part one, 2000  (ISBN 978-1-894937-09-2).
2. Clyde Fans, part two, 2003  (ISBN 978-1894937603).

- Wimbledon Green, Drawn & Quarterly, 2005  (ISBN 1-896597-93-9).
- George Sprott, Drawn & Quarterly, 2009  (ISBN 978-1-897299-51-7).
- The Great Northern Brotherhood of Canadian Cartoonists, Drawn & Quarterly, 2011  (ISBN 978-1770460539).
- Clyde Fans (intégrale), Drawn & Quarterly, 2019  (ISBN 978-1770463578).

#### Divers
- Vernacular Drawings, Drawn & Quarterly, 2001. Recueil d'illustrations.
- Couvertures de The Complete Peanuts (en) no 1-26, Fantagraphics, 2004-2016.
- Forty Cartoon Books of Interest, Buenaventura Press, 2006.
- Couverture du CD Lost in space (cf.: Lost in Space) de Aimee Mann

### Traductions en français
- La vie est belle malgré tout, Les Humanoïdes associés, 1998.
- Palooka ville, Seuil, 2002.
- Le Commis voyageur, Casterman, 2003[1].
- Wimbledon Green, le plus grand collectionneur de comics du monde, Seuil, 2006.
- Georges Sprott (1894-1975), Delcourt, 2009.
- La Confrérie des cartoonists du Grand Nord, Delcourt, 2012.
- Clyde Fans, Delcourt, 2019[2]. Sélection officielle du Festival d'Angoulême 2020.

## Prix et récompenses

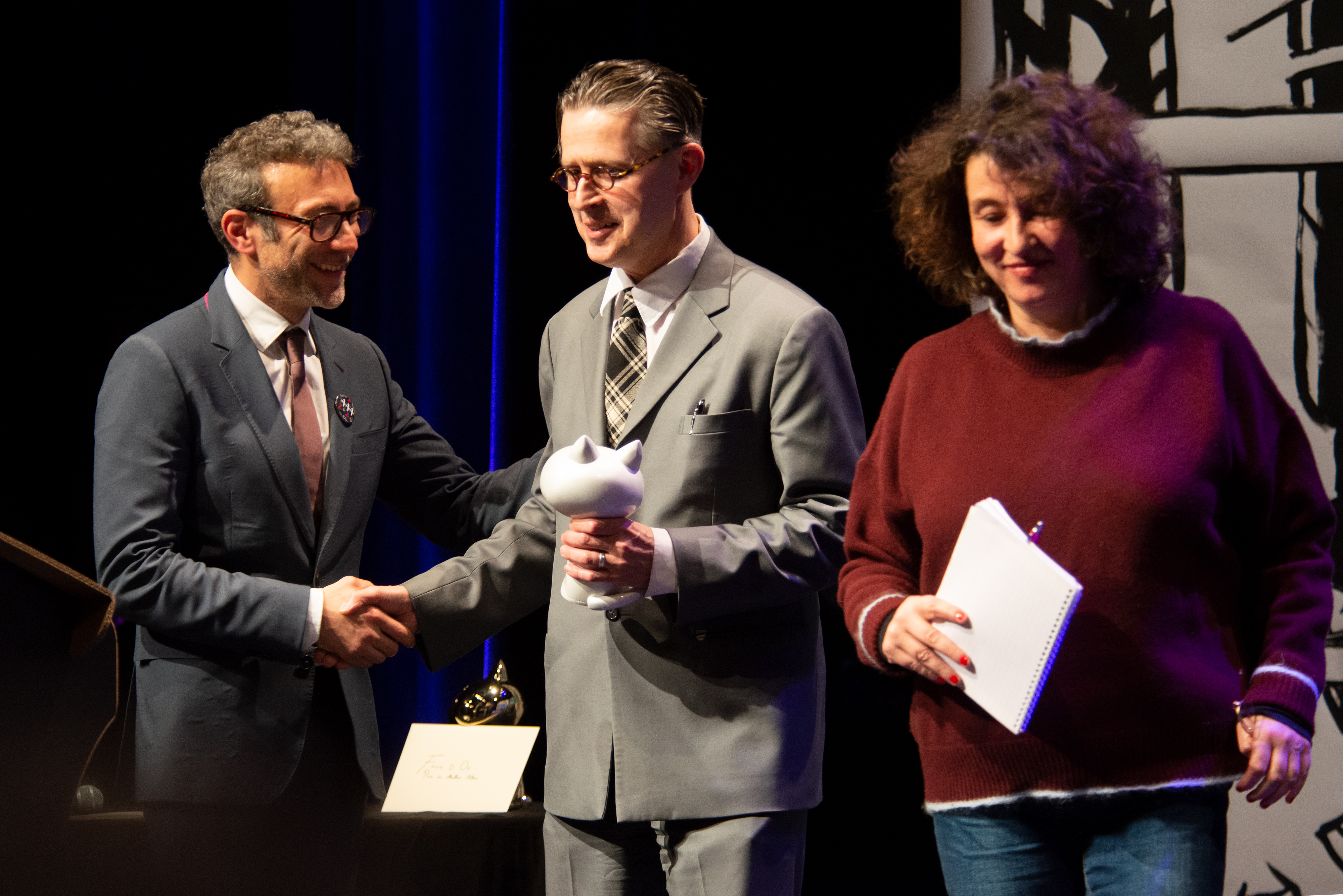
Seth avec le Prix spécial du jury au Festival d'Angoulême 2020.

- 1997 :  Prix Ignatz du meilleur auteur pour Palookaville et du meilleur recueil pour La vie est belle malgré tout[réf. souhaitée]
- 2005 : 
  -  Prix Eisner de la meilleure maquette et Prix Harvey spécial de l'excellence dans la présentation pour The Complete Peanuts[réf. souhaitée]
  - Prix Doug Wright du meilleur livre pour Clyde Fans t. 1[réf. souhaitée]
- 2009 : Prix Doug Wright du meilleur livre pour George Sprott[réf. souhaitée]
- 2020 : 
  - Prix spécial du jury du Festival d'Angoulême pour Clyde Fans[3]
  - Inscrit au temple de la renommée de la bande dessinée canadienne par le jury des prix Joe-Shuster[4]